# Iberis ciliata subsp. contracta
Iberis ciliata subsp. contracta é uma subespécie de planta com flor pertencente à família Brassicaceae. 
A autoridade científica da subespécie é (Pers.) Moreno, tendo sido publicada em Monografías del Instituto Pirenaico de Ecología 4: 291. 1988.

## Portugal
Trata-se de uma subespécie presente no território português, nomeadamente em Portugal Continental.
Em termos de naturalidade é nativa da região atrás indicada.

## Protecção
Não se encontra protegida por legislação portuguesa ou da Comunidade Europeia.